# Ntcheu (district)
Ntcheu is een district in de centrale regio van Malawi. Het district grenst aan Mozambique, en ligt ongeveer tussen de grootste stad van Malawi Blantyre en de hoofdstad Lilongwe in. Het district heeft 370.757 inwoners en een oppervlakte van 3424 km². Dit betekent dus dat het district een bevolkingsdichtheid heeft van 108,28 inwoners per km².